# Oziemkówka
Oziemkówka – wieś sołecka w Polsce położona w województwie mazowieckim, w powiecie garwolińskim, w gminie Miastków Kościelny.
| SIMC    | Nazwa  | Rodzaj    |
| ------- | ------ | --------- |
| 0680970 | Poręby | część wsi |

W latach 1954–1959 wieś była siedzibą gromady Oziemkówka, w gromadzie Miastków Kościelny.
W latach 1975–1998 miejscowość administracyjnie należała do województwa siedleckiego.
Wierni Kościoła rzymskokatolickiego należą do parafii Nawiedzenia Najświętszej Maryi Panny w Miastkowie Kościelnym.